# Bildstock (Wallenfels, Schützenstraße)

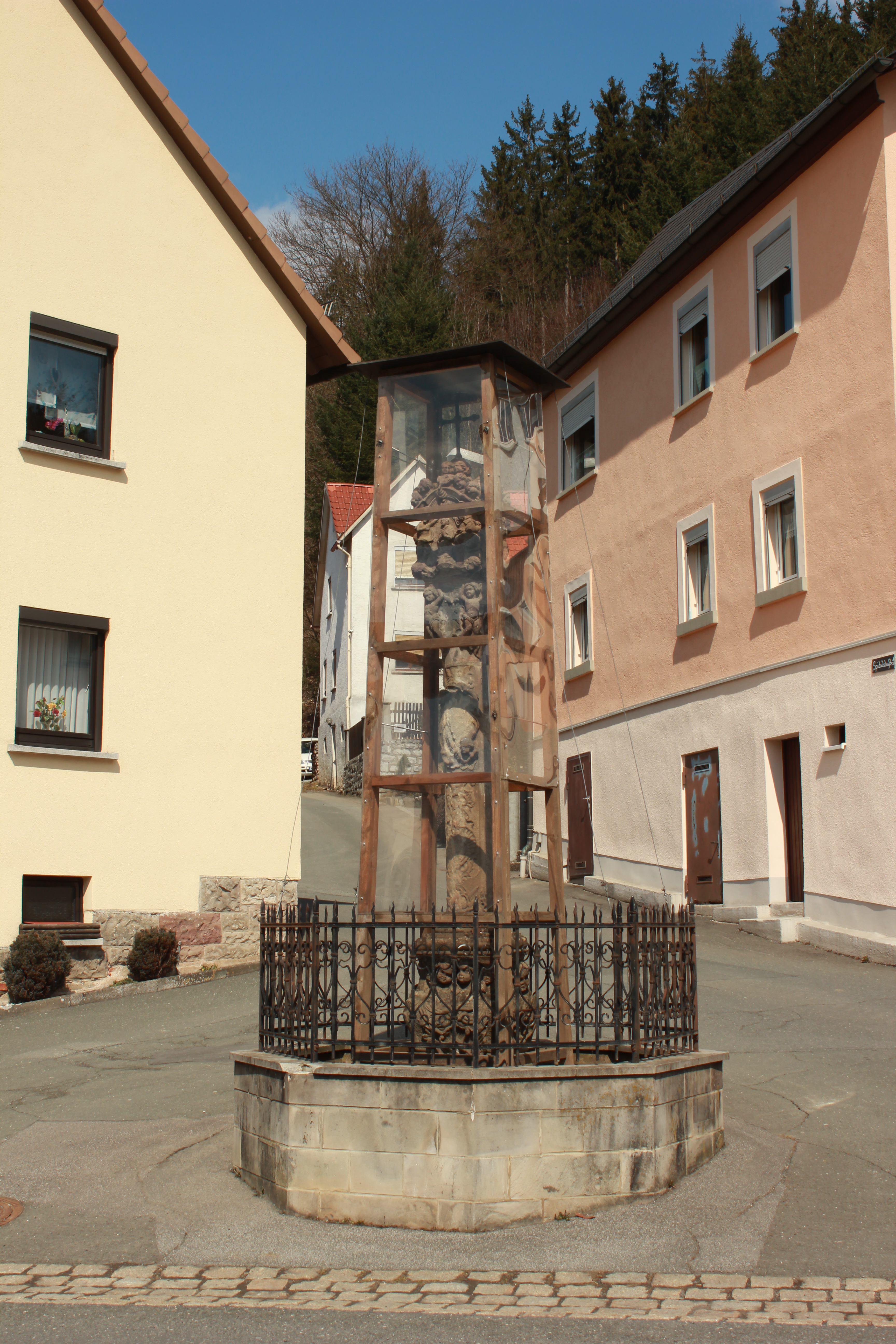
Südwestseite des Bildstocks

Der Bildstock im Einmündungsbereich der Spitalstraße in die Schützenstraße in der oberfränkischen Stadt Wallenfels ist ein Kleindenkmal, das 1752 entstanden ist. Der Anlass für seine Errichtung ist nicht überliefert.

## Beschreibung
Der barocke Bildstock ist mit zahlreichen Puttenköpfen verziert und reich mit Rocaille geschmückt. Der geschwungene Sockel trägt an der Stirnseite zwei Puttenköpfe und an den Seiten jeweils einen. Der Rocailleschmuck des Sockels wird vom Säulenschaft aufgenommen und setzt sich im Wechsel mit kleinen Blattgirlanden bis zum ionisierenden Kapitell fort. Im oberen Drittel der Säule befindet sich eine Kartusche, die von zwei Puttenköpfen, Rocaille und Ranken gerahmt wird; sie trägt die stark verwitterte Inschrift „Gott der H. Dreyfaltigkeit zu Ehren hat dieseß hieher setzen lassen Herr Heinrich Götz Rathsburger 1752“ und darunter „Reno. 1925“. An den beiden Ecken der Stirnseite des Kapitells befinden sich zwei Engelsfiguren und dazwischen ein Wappen. An der Rückseite flankieren zwei Voluten einen Puttenkopf, der von einer Girlande gerahmt wird.
Auf dem Kapitell ruht der mit zahlreichen Verzierungen versehene Aufsatz, dessen leicht geschwungenes Abschlussgesims an den vier Seiten von jeweils drei Puttenköpfen getragen wird. Das Relief an der nach Südwesten weisenden Stirnseite zeigt die Krönung Mariens und darunter ein geschweiftes Spruchband mit der zerstörten Inschrift „CORONATUR VIRGO MARIA“. An der Nordwestseite ist der Heilige Johannes Nepomuk dargestellt, darunter befindet sich ein Medaillon mit der verwitterten Inschrift „St. IOANNES NEPOMVCKENSIS“. Das Relief an der Nordostseite ist stark beschädigt. Von der Darstellung der heiligen Magdalena unter dem Kreuz ist lediglich das Kruzifix erhalten. Die Südostseite zeigt den heiligen Josef mit dem Jesuskind und darunter die Inschrift „St. IOSEPHVS“. Als Eckvorlagen für den Aufsatz dienen Puttenköpfe, die mit Früchten, Blüten und Rocaille abwechseln. Die Bekrönung besteht aus einer ebenfalls von Engelsköpfen gerahmten Steinkugel, die ein verziertes Kreuz aus Schmiedeeisen trägt.